# Мынбаев, Сауат Мухаметбаевич
Сауат Мухаметбаевич Мынбаев (19 ноября 1962) — кандидат экономических наук, министр нефти и газа Республики Казахстан (с марта 2010 г. по 3 июля 2013 г.). (с 20 ноября 2018 г. по 8 апреля 2021 г.) — председатель правления АО НК «Қазақстан темір жолы». Полный кавалер ордена «Барыс».

## Биография
Родился 19 ноября 1962 года.
В 1985 году окончил Московский Государственный университет имени Ломоносова по специальности экономист-кибернетик.
В 1988 году окончил аспирантуру с защитой кандидатской диссертации.
Трудовую деятельность начал в качестве преподавателя Алма-Атинского института народного хозяйства Казахской ССР.
В 1991—1992 гг. работал президентом республиканской строительной биржи «Казахстан».
В 1992—1995 гг. — первым заместителем председателя правления акционерного банка «Казкоммерцбанк».
В 1995 году назначался на должности заместителя министра финансов РК — начальника Казначейства; первого заместителя министра финансов РК.
В 1998 году указом президента Республики Казахстан назначен министром финансов Республики Казахстан.
В 1999 году назначен заместителем руководителя Администрации Президента Республики Казахстан.
С 1999 по 2001 годы — министр сельского хозяйства Республики Казахстан.
С 2001 года работал президентом ЗАО «Банк Развития Казахстана»,
В 2002—2003 гг. возглавлял ТОО «Каспийская промышленно-финансовая группа».
С июня 2003 года — заместитель премьер-министра Республики Казахстан.
C 2004 года — заместитель Премьер-Министра — министр индустрии и торговли.
С февраля 2006 года возглавил АО «Холдинг по управлению государственными активами „Самрук“».
В августе 2007 года указом Президента Республики Казахстан назначен министром энергетики и минеральных ресурсов.
12 марта 2010 года указом главы государства назначен Министром нефти и газа Республики Казахстан, освобожден от должности Министра энергетики и минеральных ресурсов Республики Казахстан.
С 3 июля 2013 года занимает должность председателя правления акционерного общества «Национальная компания „КазМунайГаз“».
2018—2021 — председатель правления акционерного общества «НК „Қазақстан темір жолы“».

## Награды
- Орден «Барыс» I степени (2018)[2]
- Орден «Барыс» II степени (2012)
- Орден «Барыс» III степени (2005)
- Орден Дружбы (12 декабря 2004 года, Россия) — за большой вклад в укрепление дружбы и сотрудничества между Российской Федерацией и Республикой Казахстан[3]
- Медаль «10 лет Астане» (2008)

## Критика
По данным райских документов, был акционером Meridian Capital Ltd. с момента его регистрации на Бермудских островах в 2002 году. Ltd.

## Семья
- Старший брат — Саят Мухаметбаевич Мынбаев, экс-глава военной контрразведки Казахстана